# Silene otites
Espèce
Classification phylogénétique
Le Silène à petites feuilles parfois appelé Silène cure-oreille ou Silène oreille (Silene otites) est une espèce de plantes herbacées vivace du genre Silene et de la famille des Caryophyllacées.

## Description
Plante haute de 20 à 50 cm aux feuilles pubescentes formant une rosette basale et opposées sur la tige. Les fleurs sont blanc-jaunâtre soit hermaphrodites, soit unisexuées ; les 5 pétales sont égaux, libres, avec l'extrémité arrondie. Le calice en forme de tube est pubescent, il se termine par 5 dents égales. L'androcée est constitué de 10 étamines libres, le gynécée est surmonté de 3 styles.